# Illa del Rei
L’Illa del Rei (spanisch Isla del Rey) ist eine Insel im Mittelmeer. Sie liegt mitten in der Hauptfahrwasserrinne der Hafeneinfahrt von Maó, auf der nordöstlichen Seite der Baleareninsel Menorca.

## Geschichte
Die Illa del Rei gilt als einer der besonderen historischen Orte von Menorca. Im Jahre 1287 bezog König Alfons III. bei der christlichen Rückeroberung von Menorca mit seinen Truppen dort Stellung im Kampf gegen die Muselmanen. Der ursprüngliche Name der Insel Illa dels conills wurde Ende 1287 in Illa del Rei zu Ehren des Eroberers umbenannt. Auf eine frühe Besiedlung der Insel Illa dels conills weisen Überreste einer frühchristlichen Basilika aus dem 6. Jahrhundert hin.
Das Militärkrankenhaus (heute Ruine) mit der charakteristischen, weithin sichtbaren Silhouette wurde von den Briten im 18. Jahrhundert errichtet, die diese Insel als Bloody Island (deutsch blutige Insel) bezeichneten. Der ursprüngliche Plan der Einrichtung stammt von dem Gouverneur der Insel Menorca. Richard O’Cahan. Im Jahre 1711 begann der Bau des Krankenhauses unter der Leitung des Admiral John Jennings (1664–1743), Kommandant der britischen Mittelmeeroperation, die Fertigstellung erfolgte im Jahre 1776. 1964 wurde das Krankenhaus aufgegeben und nach Mahón verlegt.
1979 wurden das Krankenhaus und angrenzenden Gebäude sowie die Basilika unter Denkmalschutz (Declaración de Monumento Histórico-Artístico y Arqueológico de carácter Nacional) gestellt.
1993 wurde die Illa del Rei zum Biosphärenreservat erklärt, da die rund 42.400 m² große Insel u. a. der Lebensraum von Podarcis lilfordi balearica, einer dort endemischen Unterart der Balearen-Eidechse (Podarcis lilfordi) aus der Familie der Echten Eidechsen (Lacertidae), ist.
2005 erfolgte die Gründung einer Fundación Hospital de la Isla del Rey mit dem Ziel, die Anlagen weiter zu unterhalten.